# 堯卿
堯卿（1438年—？年），字廷輔，四川潼川州安岳縣人，民籍，治《書經》，年三十二歲中式成化五年己丑科第三甲第二十一名進士。八月十六日生，行二，曾祖堯勝隆；祖堯琛；父堯從道；母劉氏；繼母王氏。永感下，妻丁氏，兄本重，弟本經。由國子生中式四川鄉試第六十五名舉人，會試中式第一百七十五名。